# Psicoacústica
La psicoacústica és la disciplina que estudia la percepció subjectiva de les qualitats (característiques) del so: intensitat, to i timbre. Aquestes qualitats o característiques del so estan, al seu torn, determinades pels mateixos paràmetres del so, principalment, freqüència i amplitud. A causa de la sensibilitat (eficiència de la resposta en freqüència) de l'oïda humana, aquests termes en el context de la psicoacústica no són totalment independents. Els tres s'influïxen mútuament. Modificant un paràmetre, canvien els altres i la percepció del so canvia. Per exemple, si es modifica la intensitat d'un so (la seva sonoritat) això afecta a la percepció de l'altura i del timbre, etcètera. Els paràmetres psicoacústics més rellevants són:
1. Sonoritat. Percepció subjectiva de la intensitat (amplitud) sonora (imatge sonora).[3]
2. Altura està lligada a la percepció del to (en concret, amb la freqüència fonamental del senyal sonor). Com es percep el greu o agut que és so?.
3. Timbre: És la capacitat que ens permet diferenciar els sons. El timbre està caracteritzat per la forma de l'ona, és a dir, pel seu component harmònic.